# Ruda (powiat mławski)
Ruda – wieś sołecka w Polsce położona w województwie mazowieckim, w powiecie mławskim, w gminie Dzierzgowo.
W latach 1975–1998 miejscowość należała administracyjnie do województwa ciechanowskiego.